# جورجیو اسپیزیچینو
جورجیو اسپیزیچینو (انگلیسی: Giorgio Spizzichino؛ زادهٔ ۱۰ اوت ۱۹۹۹) بازیکن فوتبال است.
از باشگاه‌هایی که در آن بازی کرده‌است می‌توان به باشگاه ورزشی لاتزیو اشاره کرد.